# Conflict Iran-Israël
Het conflict tussen Iran en Israël is langdurig en gaat terug tot de Iraanse revolutie in 1979, toen zijn de diplomatieke banden met Israël verbroken.

## De Iraanse Revolutie (1979)
In januari 1979 zorgde de Iraanse revolutie voor het einde van de monarchie in Perzië, ook bekend als Iran. De prowesterse sjah Mohammad Reza Pahlavi, een bondgenoot van Israël, werd afgezet ten gunste van een streng religieus-fundamentalistische islamitische republiek onder leiding van ayatollah Ruhollah Khomeini. Hij installeerde een sjiitisch theocratisch regime, dat van oppositie tegen het bestaansrecht van Israël een ideologisch speerpunt maakte.

## Libanonoorlog en Hezbollah (1982-1985)
Israël viel in 1982 Libanon binnen om de Palestijnse groepering PLO te bestrijden. Lokale Libanese groeperingen verzetten zich daartegen. Vooral Hezbollah, een beweging van sjiitische moslims, won aan invloed dankzij de steun van de Iraanse Revolutionaire Garde vanuit hun bondgenoot Syrië. Iran ondersteunde er het Assad-regime totdat die ten val werd gebracht in 2024. Hezbollah voerde zelfmoordaanslagen uit op het Israëlisch leger en werd een lokale dominante macht nadat Israël zich in 1985 gedeeltelijk uit Libanon terugtrok.

## Hamas (jaren 90)
Nadat de PLO toenadering zocht tot Israël voor vredesonderhandelingen, zocht Iran in de jaren 90 meer en meer toenadering tot de Palestijnse verzetsbeweging Hamas, die Israël bestrijdt vanuit de Gazastrook. Iran levert sindsdien aan Hamas militair materieel en training, evenals financiële hulp.

## Iraanse president Ahmadinejad (2000-2014)
De conservatieve en zeer religieuze president Ahmadinejad, die president was van augustus 2005 tot augustus 2013, was regelmatig in het nieuws door felle kritiek op de regering van de VS en door het afwijzen van het bestaan van de staat Israël als op 'het (zionistische) regime dat Jeruzalem en Palestina bezet houdt'. Iran heeft opgeroepen tot de vernietiging van het 'zionistische regime', waarmee op de Israëlische regering gedoeld wordt. Israëlische leiders op hun beurt hebben nooit uitgesloten dat zij Iran aan zullen vallen en Iran voelt zich bedreigd door Israël en de Verenigde Staten. In Israël sprak het kabinet in 2011 openlijk over een aanval op de nucleaire installaties van het land.

## Beperking Iraans nucleaire programma (2015-2018)
Op 14 juli 2015 werd bekend dat Iran en de zes wereldmachten een historisch akkoord hadden bereikt over het nucleaire programma van Iran, het Joint Comprehensive Plan of Action. Het Iraans nucleaire programma werd nu beperkt in ruil voor het opheffen van de nucleair gerelateerde sancties die waren ingesteld tegen Iran. Israël was als enige land ter wereld openlijk tegen het internationale akkoord. Premier Netanyahu zei dat "Iran de wereld wil overnemen" en dat "de wereld niet geleerd heeft van de Holocaust".
Op 8 mei 2018 kondigde de Amerikaanse president Donald Trump de eenzijdige terugtrekking van zijn land uit het Iran-akkoord aan op een persconferentie, en stelde hij nieuwe sancties tegen Iran in het vooruitzicht. Iran begon weer met het hoger verrijken van uranium, waarmee potentieel kernwapens kunnen geproduceerd worden.

## Hamas en Houthi's (2023)
Op 7 oktober 2023 deed de Palestijnse beweging Hamas een verrassingsaanval op Israël, dat reageerde met een oorlog op de Gazastrook waar Hamas gehuisvest is. De beweging zelf zei hulp gekregen te hebben van Iran om de verrassingsaanval voor te bereiden.
Ter ondersteuning van Hamas begonnen Houthi-rebellen vanuit Jemen op 19 oktober 2023 een reeks aanvallen, gericht op Zuid-Israël en op vrachtschepen in de Rode Zee waarvan het beweerde dat ze verbonden waren met Israël, hoewel sommige schepen zonder duidelijke link met Israël ook het doelwit waren. De Houthi's en Iran, beiden van sjiitische islamstrekking, zijn sinds de jaren 90 bondgenoten. Onder meer tijdens de Jemenitische Burgeroorlog in 2015 kregen de rebellen militaire ondersteuning van Iran.

## Israëlische aanval op Iraanse ambassade in Damascus (2024)
In 2024, na eerdere gevechten met door Iran gesteunde groepen, reageerde Israël met een luchtaanval op gebouwen van de Iraanse ambassade in de Syrische hoofdstad Damascus, waarbij hoge Iraanse functionarissen omkwamen. Deze aanval bracht een diplomatieke, geopolitieke en militaire crisis op gang. 
Een echte oorlogsfase tussen de twee regionale machten brak uit op 13 juni 2025 met onverwachte Israëlische luchtaanvallen op Iraanse topmensen van het leger en van het kernwapenprogramma.

### Aanleiding
Op 1 april 2024 werd de ambassade van Iran in de Syrische hoofdstad Damascus doelwit van een Israëlisch bombardement. Bij deze luchtaanval werd een bijgebouw van de ambassade verwoest. Ook werden er zeker 13 mensen gedood; onder hen waren Mohammad Reza Zahedi en Mohammad Hadi Haji Rahimi, twee leidinggevende figuren binnen de Iraanse Revolutionaire Garde (IRG). Zahedi was de generaal van de Quds-brigade binnen de IRG, verantwoordelijk voor militaire operaties in en vanuit Syrië en Libanon. Rahimi was de vicegeneraal van de Quds-brigade en werkte voor Zahedi.
De aanval op de ambassade werd door Iran toegeschreven aan Israël, maar dat land onthield zich van commentaar op de gebeurtenis. In de eerste dagen daarna liepen de spanningen tussen beide landen en in het Midden-Oosten hoog op. Iran zei wraak te zullen nemen voor de luchtaanval, onder andere bij monde van ayatollah Ali Khamenei, de hoogste religieuze figuur en feitelijke politieke machthebber in Iran. De dreiging werd concreter op vrijdag 12 april. Amerikaanse bronnen zeiden toen nog binnen 48 uur een aanval van Iran te verwachten, zo schreef de Amerikaanse krant The Wall Street Journal. De Verenigde Staten namen de dreigingen serieus en stuurden versterkingen naar de regio.
Verschillende landen trokken hun ambassadepersoneel terug uit Iran of Israël; vliegmaatschappijen besloten de regio te mijden. Op zaterdag 13 april enterde de Iraanse marine in de Straat van Hormuz een containerschip van het bedrijf Zodiac Maritime, dat deels in handen is van een Israëlische zakenman, een actie die in verband werd gebracht met de Iraanse dreigementen.

### Iraanse tegenaanval
Op 13 april 2024 lanceerde de Iraanse Islamitische Revolutionaire Garde (IRGC), in coördinatie met bondgenoten in Irak, Jemen en Libanon, een aanval op militaire doelen in Israël met behulp van drones en raketten. De vergeldingsaanvallen werden gelanceerd als reactie op de Israëlische luchtaanval op de Iraanse ambassade in Damascus op 1 april, waarbij zestien mensen om het leven kwamen. De vergeldingsaanvallen waren de eerste directe militaire confrontatie tussen de twee landen sinds het begin van de proxy-oorlog tussen Iran en Israël.
Op de avond van 13 april voerde Iran luchtaanvallen uit op het noorden en zuiden van Israël, met zowel ballistische raketten als drones. De Israëlische luchtafweer onderschepte een groot deel van de munitie, onder andere middels het systeem Iron Dome. De schade bleef hierdoor beperkt. Het Israëlische oorlogskabinet onder leiding van premier Benjamin Netanyahu dreigde met vergelding.
Met de hulp van de Verenigde Staten, het Verenigd Koninkrijk en Jordanië werden de meeste drones en raketten uitgeschakeld voordat ze het Israëlische grondgebied bereikten. Volgens de berichten was slechts een van de Israëlische vliegbases in het zuiden (Nevatim) licht beschadigd geraakt. Verder zouden er twee burgers (allebei kinderen, onder wie een 7-jarig meisje) gewond zijn geraakt door de projectielen. De aanval duurde in totaal ongeveer vijf uur.

### Mogelijke Israëlische tegenaanval
Op 19 april kwamen er berichten naar buiten over explosies bij een luchtmachtbasis in de Iraanse stad Isfahan. Van Israëlische zijde gaf men geen commentaar op deze gebeurtenis. Van Iraanse zijde werd ontkend dat er sprake was van een luchtaanval.

## Openlijke oorlog (2025)
Israël viel in de nacht van 12 op 13 juni 2025 met luchtaanvallen Iran aan met als doel om zijn atoomprogramma te vernietigen en zijn autoritaire regime omver te werpen. Iran reageerde met eveneens luchtaanvallen. Beide landen bleven elkaar de dagen daarop bestoken met drones en raketten. Op 21 juni mengde ook de Verenigde Staten zich eenmalig in de strijd met bombardementen op Iran. Op 24 juni werd een wapenstilstand uitgeroepen.

### Reacties
- In een zeldzame uiting van regionale consensus hebben 22 landen met een moslimmeerderheid - waaronder landen die diplomatieke betrekkingen onderhouden met Israël en op gespannen voet staan met Iran - gewaarschuwd dat voortdurende escalatie een breder regionaal conflict dreigt aan te wakkeren en het Midden-Oosten dreigt te destabiliseren, waarbij ze opriepen om terug te keren naar onderhandelingen als de enige oplossing voor het Iraanse nucleaire programma.[26]
- De Duitse bondskanselier Friedrich Merz feliciteerde op 17 juni 2025 Israël: “Zij doen het vuile werk voor ons allemaal door Iran aan te vallen, maar missen de noodzakelijke wapens”.[27]